# Frauenstein (Saxe)
Pour les articles homonymes, voir Frauenstein.
Frauenstein est une ville de Saxe (Allemagne), située dans l'arrondissement de Saxe centrale, dans le district de Chemnitz.

## Histoire
La ville est détruite par un incendie en 1727.

## Personnalités liées à la commune
- André Silbermann (1678-1734), facteur d'orgues né à Kleinbobritzsch.
- Gottfried Silbermann (1683-1753), facteur d'orgues né à Kleinbobritzsch.
- Gustav Philipp (1841-1897), homme politique né à Frauenstein.
- Thomas Schönlebe (1965-), athlète né à Frauenstein.
- Maik Meyer (1970-), astronome né à Frauenstein.